# Vòng loại Giải vô địch bóng đá nữ châu Phi 2010
Vòng loại Giải vô địch bóng đá nữ châu Phi 2010 được tổ chức nhằm tìm ra các đội tuyển tham dự vòng chung kết.
Có 23 đội tuyển tham dự vòng loại. Ở vòng sơ loại, 18 đội tuyển có thứ hạng thấp nhất được phân cặp. Chín đội tuyển đi tiếp, cùng năm đội tuyển được miễn vòng sơ loại, được chia thành bảy cặp. Bảy đội chiến thắng lọt vào vòng chung kết.

## Vòng sơ loại
Các trận đấu diễn ra ngày 6–7 tháng 3 năm 2010 (lượt đi) và 19–21 tháng 3 năm 2010 (lượt về).
| Ai Cập | w/o | Algérie |
| ------ | --- | ------- |
|        |     |         |

Algérie lọt vào vòng một sau khi Ai Cập bỏ cuộc.
| Namibia                    | 2–1      | Angola        |
| -------------------------- | -------- | ------------- |
| Adams 73' · Fredericks 85' | Chi tiết | Goncalves 37' |

| Angola        | 1–1      | Namibia       |
| ------------- | -------- | ------------- |
| Goncalves 51' | Chi tiết | Kleihtjia 87' |

Namibia thắng với tổng tỉ số 3 – 2 và lọt vào vòng một.
| Botswana | 0–2      | CHDC Congo                 |
| -------- | -------- | -------------------------- |
|          | Chi tiết | Malembo 11' · Dianteso 17' |

| CHDC Congo                                     | 5–2      | Botswana        |
| ---------------------------------------------- | -------- | --------------- |
| Malembo 20', 27' · Nzuzi 24', 28' · Mafutu 88' | Chi tiết | Ramasi 21', 55' |

CHDC Congo thắng với tổng tỉ số 7 – 2 và lọt vào vòng một.
| Sénégal | 0–0 | Maroc |
| ------- | --- | ----- |
|         |     |       |

| Maroc | 0–1      | Sénégal    |
| ----- | -------- | ---------- |
|       | Chi tiết | Ndiaye 10' |

Sénégal thắng với tổng tỉ số 1 – 0 và lọt vào vòng một.
| Gabon       | 1–2      | Bờ Biển Ngà                 |
| ----------- | -------- | --------------------------- |
| Glwadis 27' | Chi tiết | Bankouly 7' · Diakité 90+1' |

| Bờ Biển Ngà           | 3–1      | Gabon       |
| --------------------- | -------- | ----------- |
| Rachelle 3', 31', 46' | Chi tiết | Mapangou 8' |

Bờ Biển Ngà thắng với tổng tỉ số 5 – 2 và lọt vào vòng một.
| Guinée        | 3–2 | Sierra Leone     |
| ------------- | --- | ---------------- |
| 1H', 1H', 2H' |     | Moriba 2H' · 2H' |

| Sierra Leone | 1–1 | Guinée |
| ------------ | --- | ------ |
|              |     |        |

Guinée thắng với tổng tỉ số 4 – 3 và lọt vào vòng một.
| Togo | w/o | Mali |
| ---- | --- | ---- |
|      |     |      |

Mali lọt vào vòng một sau khi Togo bỏ cuộc.
| Ethiopia           | 1–3      | Tanzania                             |
| ------------------ | -------- | ------------------------------------ |
| Yassin 67' (ph.đ.) | Chi tiết | Chabruma 23' · Omar 53' · Rashid 88' |

| Tanzania   | 1–1      | Ethiopia |
| ---------- | -------- | -------- |
| Rashid 77' | Chi tiết | Ware 73' |

Tanzania thắng với tổng tỉ số 4 – 2 và lọt vào vòng một.
| Kenya | w/o | Eritrea |
| ----- | --- | ------- |
|       |     |         |

Eritrea lọt vào vòng một sau khi Kenya bỏ cuộc.

## Vòng một
Vòng một diễn ra vào 21–23 tháng 5 năm 2010 (lượt đi) và 4–6 tháng 6 năm 2010 (lượt về).
| Algérie       | 1–1      | Tunisia            |
| ------------- | -------- | ------------------ |
| Laouadi 90+4' | Chi tiết | Chebbi 73' (ph.đ.) |

| Tunisia | 0–1      | Algérie   |
| ------- | -------- | --------- |
|         | Chi tiết | Wadah 65' |

Algérie thắng với tổng tỉ số 2 – 1 và lọt vào vòng chung kết.
| Namibia    | 1–5      | Guinea Xích Đạo                                           |
| ---------- | -------- | --------------------------------------------------------- |
| Skrywer 3' | Chi tiết | Carol 19', 36' · Añonma 25' · Simporé 42' · Chinasa 45+1' |

| Guinea Xích Đạo | n/p | Namibia |
| --------------- | --- | ------- |
|                 |     |         |

Guinea Xích Đạo lọt vào vòng chung kết sau khi Namibia bỏ cuộc trước lượt về..
| CHDC Congo | 0–2      | Cameroon             |
| ---------- | -------- | -------------------- |
|            | Chi tiết | Mani 4' · Mbella 35' |

| Cameroon                                 | 3–0      | CHDC Congo |
| ---------------------------------------- | -------- | ---------- |
| Mani 23' · Enganamouit 45' · Onguene 86' | Chi tiết |            |

Cameroon thắng với tổng tỉ số 5 – 0 và lọt vào vòng chung kết.
| Sénégal | 0–1      | Ghana       |
| ------- | -------- | ----------- |
|         | Chi tiết | Ankomah 43' |

| Ghana                               | 3–0 | Sénégal |
| ----------------------------------- | --- | ------- |
| Boakye 23' · Ankomah 34' · Okoe 65' |     |         |

Ghana thắng với tổng tỉ số 4 – 0 và lọt vào vòng chung kết.
| Bờ Biển Ngà   | 1–2      | Nigeria                      |
| ------------- | -------- | ---------------------------- |
| N'Guessan 78' | Chi tiết | Nkwocha 21' · Ohadugha 45+1' |

| Nigeria                         | 3–1 | Bờ Biển Ngà |
| ------------------------------- | --- | ----------- |
| Chikwelu 13' · Nkwocha 72', 89' |     | Diakité 50' |

Nigeria thắng với tổng tỉ số 5 – 2 và lọt vào vòng chung kết.
| Guinée | 0–2      | Mali                        |
| ------ | -------- | --------------------------- |
|        | Chi tiết | Sako 43' (l.n.) · Touré 90' |

| Mali | 1–2 | Guinée |
| ---- | --- | ------ |
|      |     |        |

Mali thắng với tổng tỉ số 3 – 2 và lọt vào vòng chung kết.
| Tanzania                                                        | 8–1      | Eritrea      |
| --------------------------------------------------------------- | -------- | ------------ |
| Omary 6', 27', 64', 80' · Mwasikili 19' · Rashidi 21', 60', 74' | Chi tiết | Ghebresa 90' |

| Eritrea                       | 3–3 | Tanzania              |
| ----------------------------- | --- | --------------------- |
| Mehari 1' · Zerihani 48', 52' |     | Rashidi 76', 78', 88' |

Tanzania thắng với tổng tỉ số 11 – 4 và lọt vào vòng chung kết.